# Kim Poong-joo
Dans ce nom coréen, le nom de famille, Kim, précède le nom personnel.
Kim Poong-joo (coréen : 김풍주) (né le 1er octobre 1964 en Corée du Sud) est un footballeur international sud-coréen, qui évoluait au poste de gardien de but, avant de devenir entraîneur.

## Biographie

### Carrière de joueur

#### Carrière en sélection
Avec l'équipe de Corée du Sud, il joue 19 matchs (pour aucun but inscrit) entre 1988 et 1991. 
Kim figure dans le groupe des sélectionnés lors de la coupe du monde de 1990 (sans jouer lors de la phase finale). Il joue toutefois 8 matchs comptant pour les qualifications du mondial 1990.
Il participe également aux Jeux olympiques de 1988 (sans jouer).

## Palmarès
Daewoo Royals
- Championnat de Corée du Sud (2) :
  - Champion : 1987 et 1991.
  - Vice-champion : 1983 et 1990.

- Ligue des champions de l'AFC (1) :
  - Vainqueur : 1986.